# Senator Ninoy Aquino
Senator Ninoy Aquino est une localité de la province de Sultan Kudarat, aux Philippines. En 2015, elle compte 46 882 habitants.